# Пам'ятна медаль вступу на престол імператора Тайсьо

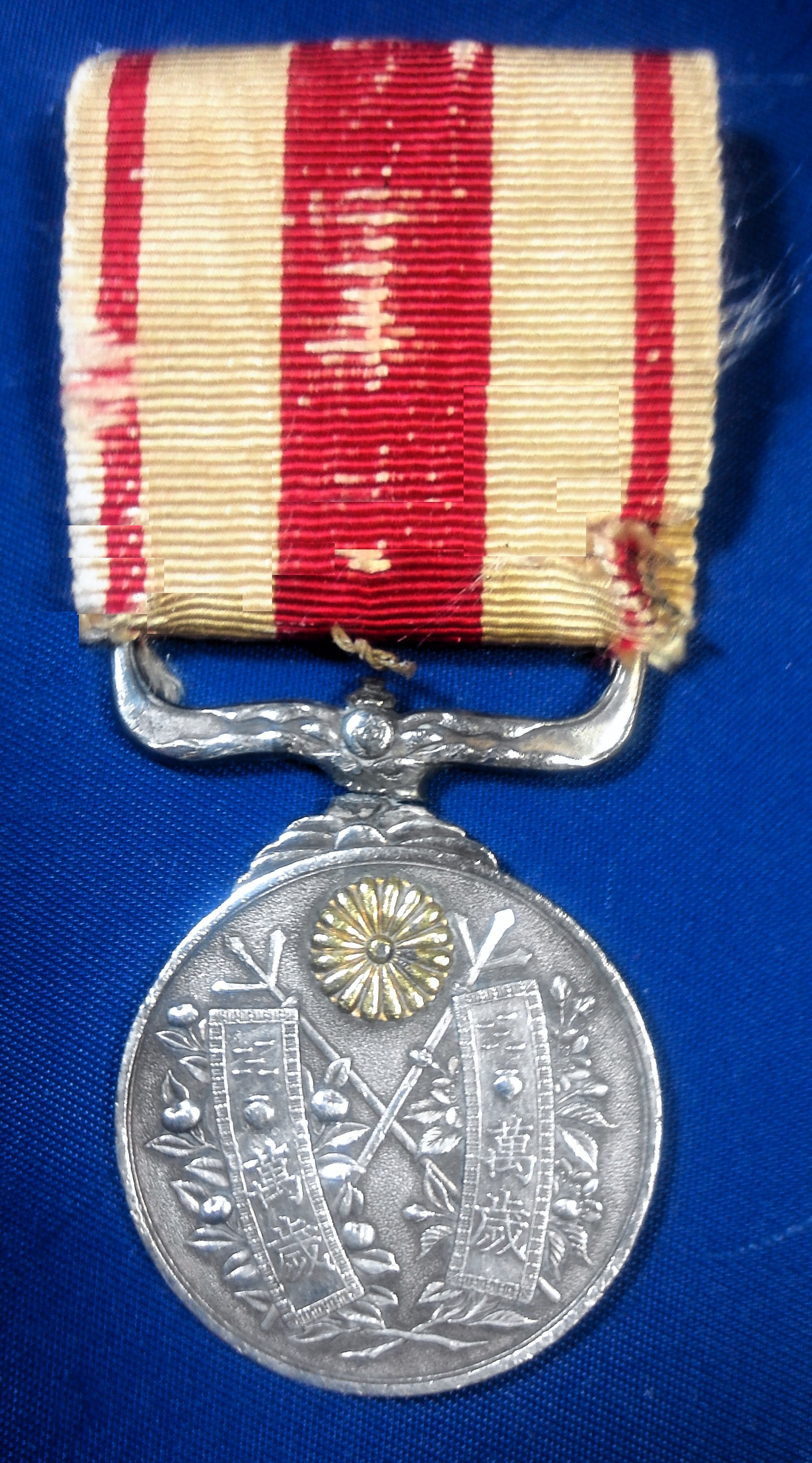
Аверс медалі.

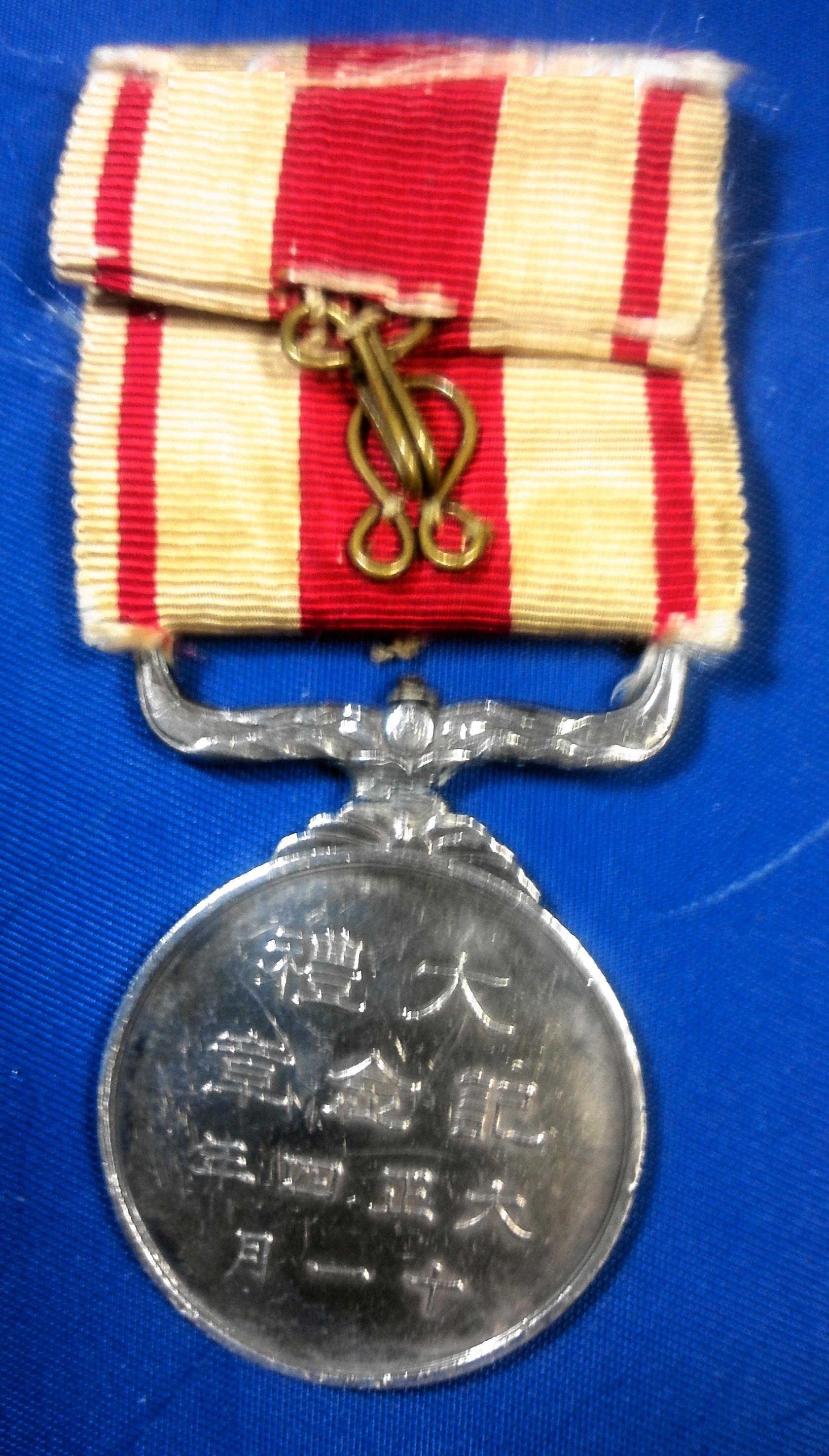
Реверс медалі.

Пам'ятна медаль вступу на престол імператора Тайсьо — нагорода Японської імперії.

## Історія
Медаль була заснована імператорським указом №154, підписаним 13 серпня 1915 року в ході підготовки до церемоній присвячених сходження на престол імператора Тайсьо, які були проведені в давній столиці Японії Кіото. Згідно указу, нагородження підлягали «ті, кого викликали в Кіото для участі в цій церемонії та в бенкеті з нагоди цієї події, а також ті, хто був запрошений на бенкети, що проводилися в інших місцях, і ті, хто здійснював офіційні чи службові функції у зв'язку із вступом на престол.»

## Опис
Кругла срібна медаль кругла діаметром 30 мм. На аверсі зображені позолочений герб хризантеми, перехрещені гілки мандаринового дерева та сакури, а також довгасті прапори з написом «Банзай». На реверсі розташовані чотирма горизонтальними лініями ієрогліфи «Пам'ятна медаль на честь найвищої церемонії вступу на престол, 11-й місяць 4-го року Тайсьо» (листопад 1915).

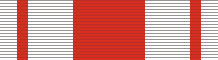
Планка медалі.

Медаль носили на лівому боці грудей на білій муаровій стрічці шириною 37 мм, з 12-міліметровою червоною поздовжньою смугою посередині і з 2-міліметровими червоними смужками, віддаленими на 3 мм від країв. Кольори стрічки були підібрані так, що нагадували забарвлення драпірування церемоніального приміщення, встановленого в Кіото на відкритому повітрі для проведення урочистих заходів у зв'язку зі сходженням Тайсьо на престол. Іноді зустрічаються стрічки із звичайного, не муарового шовку, який використовувався для заміни зношеної тканини. Медаль прикріплена до стрічки за допомогою срібної шарнірної підвіски з орнаментом. Нагороди для дам кріпляться на кільці та вушці до банта.
Футляр для медалі виконаний із дерева, на аверсі кришки назва медалі —  ієрогліфи у золотому тисненні.
Відомі принаймні 3 різновиди медалі з невеликими відмінностями в розташуванні листя, в орнаменті на аверсі, а також у стилі написання ієрогліфів на реверсі.

## Медаль в сучасній культурі
Медаль присутня у відеогрі World of Warships як частина колекції «Нагороди» кампанії «Ямамото Ісороку».